# الاتحاد لانتصار التجديد الديمقراطي
الاتحاد لانتصار التجديد الديمقراطي (بالفرنسية: Union pour le Triomphe du Renouveau Démocratique)‏ كان تحالفا سياسيا في بنين.

## التاريخ
تأسس التجالف في عام 1991 لدعم المرشح الرئاسي نيسيفور سوغلو، وتألف في البداية من الاتحاد الديمقراطي لقوى التقدم وحركة الديمقراطية والتقدم الاجتماعي واتحاد الحرية والتنمية. فاز بـ 12 مقعدًا في الانتخابات البرلمانية لعام 1991، وبرز كأكبر فصيل في الجمعية الوطنية المكونة من 64 مقعدًا. فاز سوغلو في الانتخابات الرئاسية في مارس، بفوزه على ماثيو كيريكو في جولة الإعادة.
بعد ذلك توسع التحالف، غير اسمه إلى الجمهورية الجديدة عندما انضم تسعة نواب إضافيين. في عام 1993 أصبح اسمه التجديد بعد استيعاب 13 نائباً آخرين، مما منحه إجمالي 34 مقعدًا. وكان الحزب الديمقراطي الاجتماعي والاتحاد الوطني للتضامن والتقدم والاتحاد للديمقراطية والتضامن الوطني من بين الأحزاب التي انضمت.
انقسم التحالف قبل انتخابات عام 1995. من بين الأحزاب الثلاثة الأصلية، خاض الاتحاد الديمقراطي لقوى التقدم فقط الانتخابات، وفشل في الفوز بمقعد.